# Neocyclops hoonsooi
Neocyclops hoonsooi – gatunek widłonoga z rodziny Halicyclopidae. Nazwa naukowa tego gatunku skorupiaków została opublikowana w 2015 roku przez południowokoreańskich biologów Lee Ji-mina i Chang Cheon-younga.